# Lambdasonde

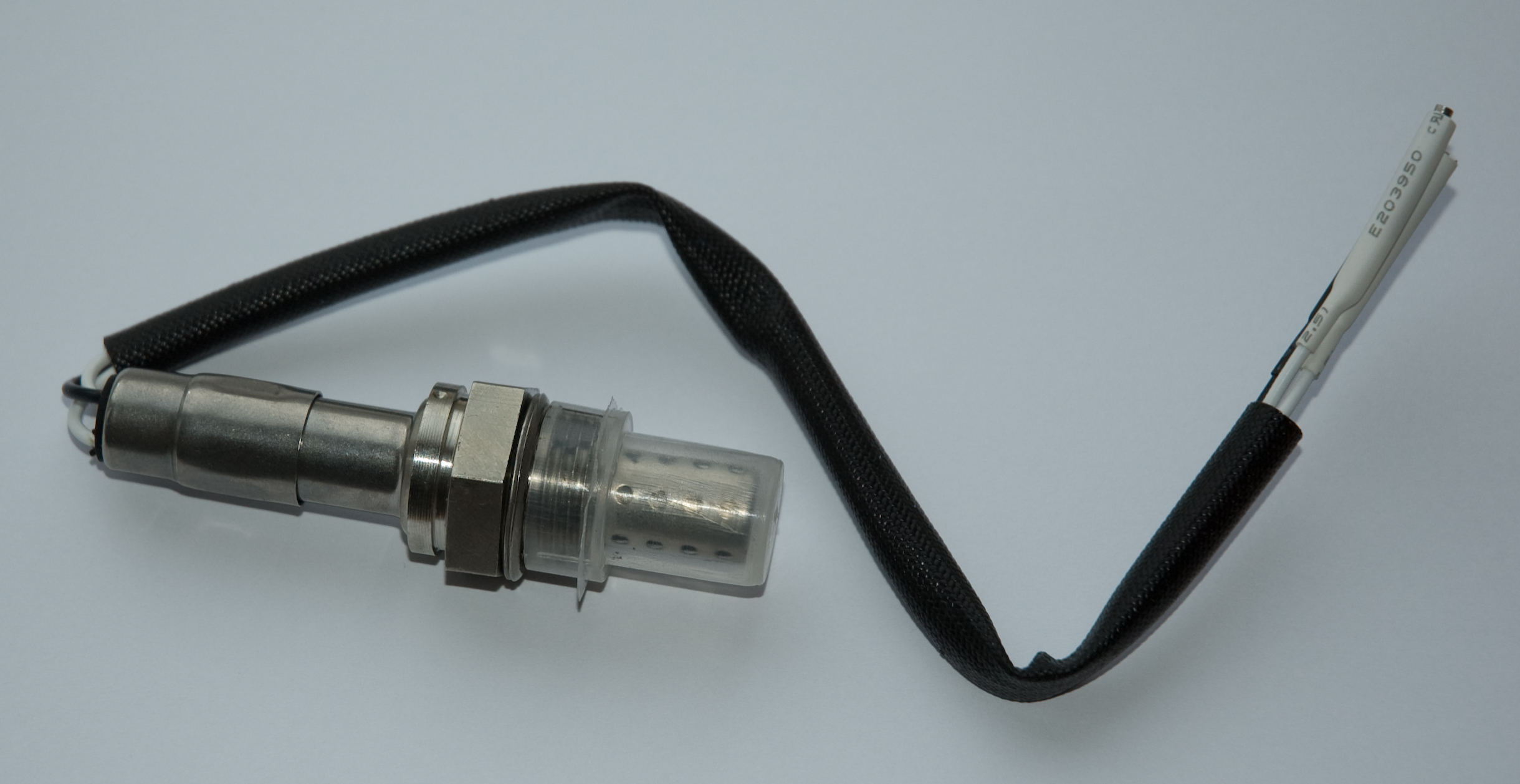
Lambdasonde.

Een lambdasonde is een sensor die zich bevindt in de uitlaat van een auto met benzinemotor en in dieselmotoren vanaf ongeveer 2016.
De sonde meet het aandeel zuurstof in het uitlaatgas en geeft dit door aan het motormanagementsysteem. De lambdawaarde is een indicator voor de effectiviteit van de verbranding. Afhankelijk van de lambdawaarde wordt door het motormanagementsysteem de verhouding van brandstof en lucht aangepast door de inspuittijd van de injectoren te veranderen.
Voertuigen gebouwd na het jaar 2000 hebben een tweede lambdasonde achter de katalysator om de effectiviteit daarvan te controleren.

## De sonde
Het sensorelement is een keramische cilinder, van binnen en van buiten met poreuze platina-elektroden bekleed; het geheel is beschermd door een metalen gaas. Het werkt door het verschil in zuurstofgehalte tussen het uitlaatgas en de buitenlucht te meten en genereert een spanning of verandert zijn weerstand, afhankelijk van het type sensor.
De sensoren zijn alleen effectief bij verhitting vanaf ongeveer 316 °C; daarom hebben de meeste lambdasondes een verwarmingselement, dat de keramische punt snel op temperatuur brengt. Dit maakt een snellere regeling mogelijk van de mengselsamenstelling. Oudere sondes zonder verwarmingselementen worden verwarmd door de uitlaatgassen, maar er is een langere periode tussen het moment dat de motor wordt gestart en het moment dat de sonde op de juiste temperatuur is. Zonder verwarming kan het proces enkele minuten duren.
De sonde heeft meestal vier draden, één signaaldraad, meestal zwart, één massadraad (grijs) en twee voor het verwarmingselement (wit).
Oudere niet-elektrisch verwarmde sensoren hadden één draad (de signaaldraad en massa via de uitlaat) of twee draden (één signaaldraad en één massadraad).

## Lambdasignaal
Het signaal van de sonde voor de katalysator varieert van 0,1 tot 0,9 volt bij respectievelijk een arm en een rijk mengsel. Bij stoichiometrische verbranding van benzine is dit 0,45 V, de lambdawaarde is dan 1.
De werking is gebaseerd op een natuurkundig verschijnsel dat beschreven wordt met de wet van Nernst.